# Anna Manel·la
Anna Manel·la o Anna Manel·la i Llinàs (Olot, 1 de junio de 1950- Olot, 11 de diciembre de 2019) fue una escultora y pintora española. Fue conocida por sus figuras que representaban la infancia perdida.

## Trayectoria

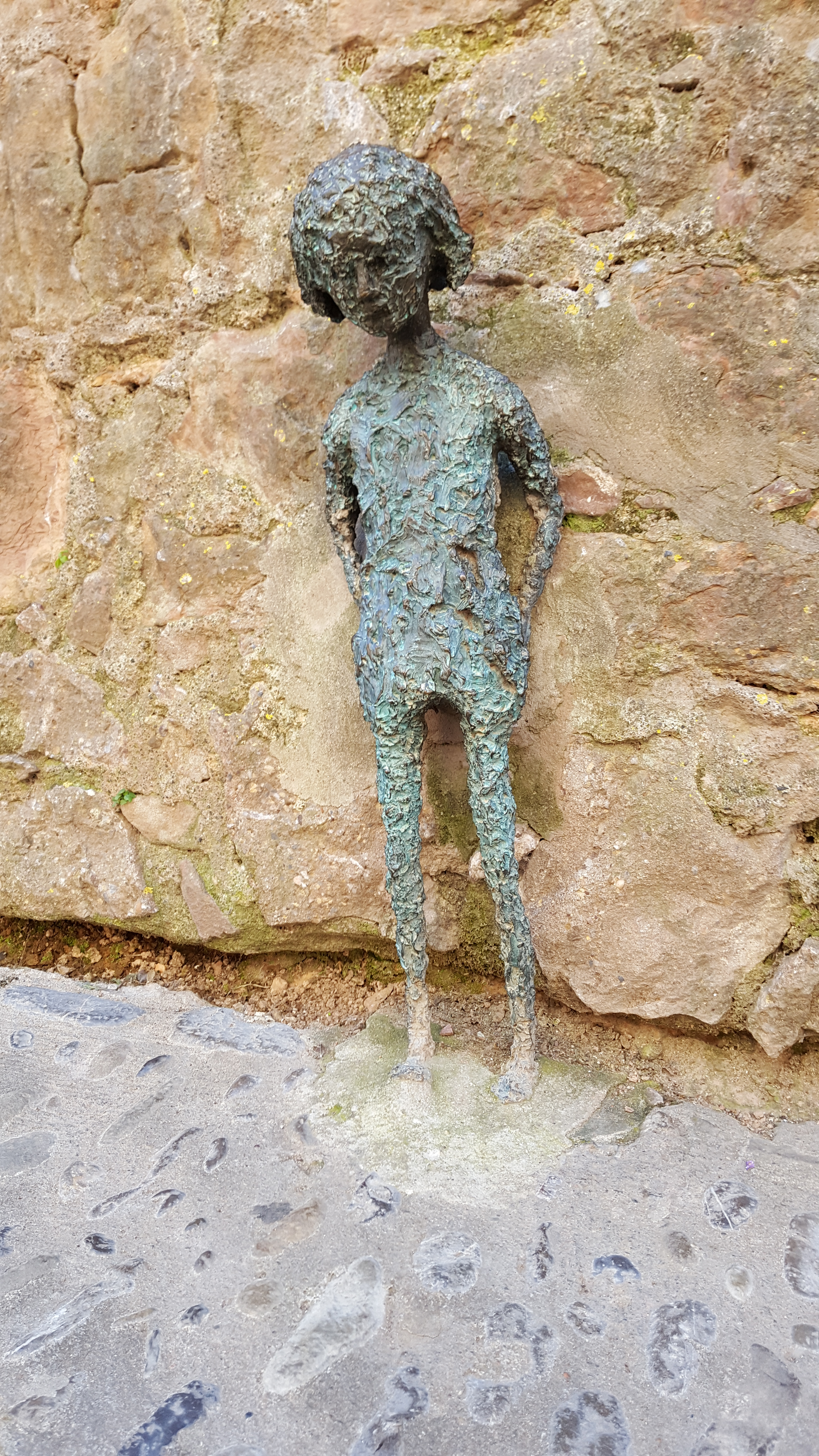
"Secretos", Santa Pau, Garrotxa

Manel·la nació en Olot en 1950. Asistió a la Escuela Primaria Privada Francesc Ferrer antes de su educación secundaria en el colegio de monjas Cor de Maria de Olot. Estudió escultura, dibujo y pintura en la Escuela de Arte La Llotja de Barcelona. Realizó sus estudios de posgrado en la Academia de Arte de Olot y en el taller de arte Marzo Mart en la localidad costera de Sant Feliu de Guíxols, donde desarrolló sus dotes de grabado.

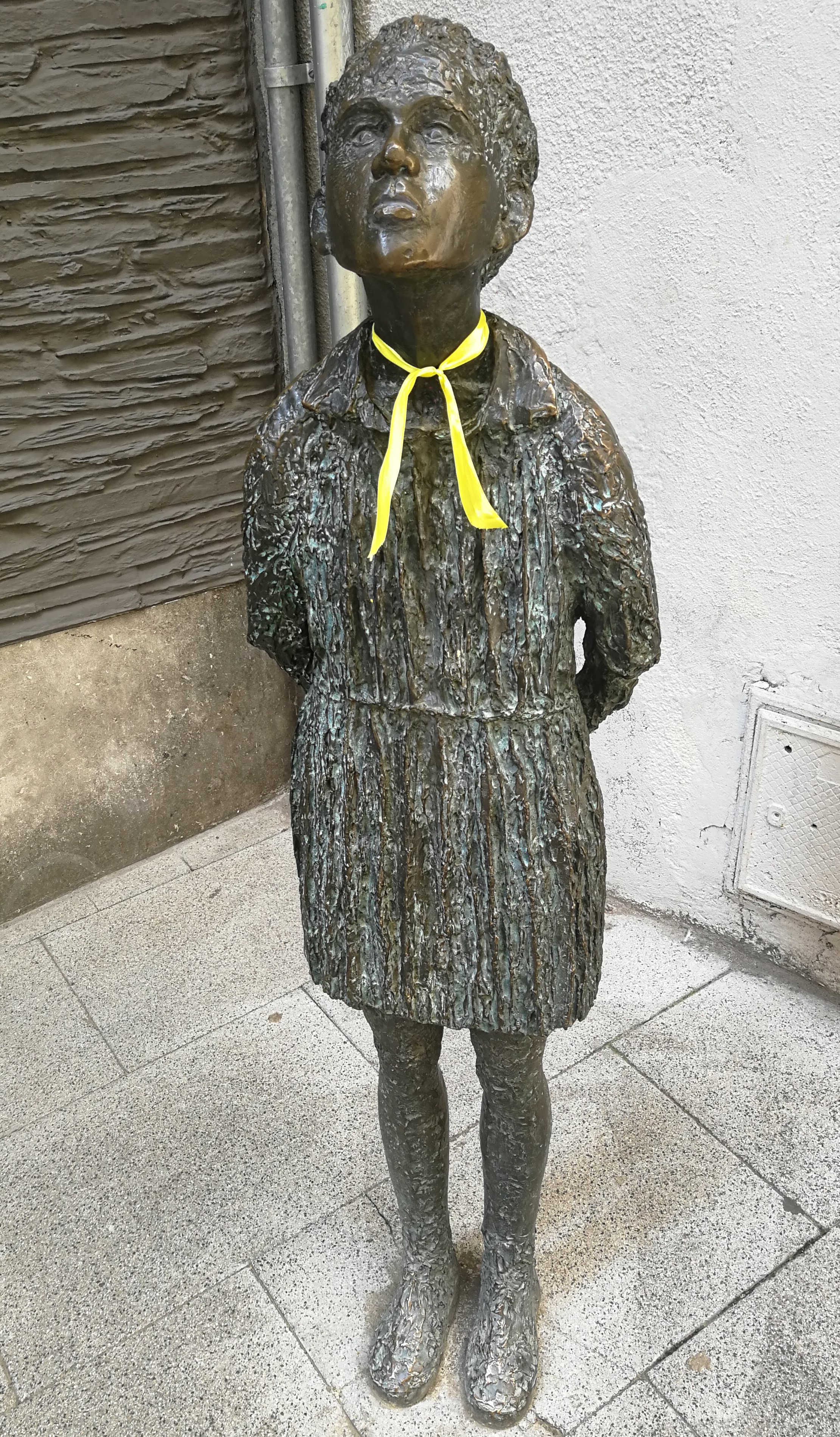
"Sense Luna"

Las primeras exposiciones de la obra de Manel·la tuvieron lugar en 1981 y 1982 en Olot y en 1984 en Vic. Después de 1984, trabajó y expuso extensamente. En 1985, participó en el IV Salón de Otoño de Barcelona. El mismo año, participó en la Exposición de Arte de la Diputación Provincial de Girona. En 1986, participó en la segunda Mostra de Girona. Participó en exposiciones colectivas e individuales en Cataluña, Francia, Alemania, Suecia e Italia. Es conocida por su escultura y sus pinturas.
En 1986, recibió una beca de la Generalidad de Cataluña para las artes plásticas.
Murió el 11 de diciembre de 2019

## Obras
- "Mont" en Cervaro, Italia, 1990
- "Secrets" en Santa Pau, Garrotxa, 1993
- "Without Moon" en Olot, 1993
- "Passes" en Marola, Italia, 1994
- "The Island of the Dead" en Besalú , Garrotxa 1994
- "Farewell" to Salt, Gironés 1997
- "Infinite" en Sant Boi de Llobregat, 2001